# 禅譲
禅譲（ぜんじょう）は、君主（ほとんどの場合、皇帝）が、その地位を血縁者でない有徳の人物に譲ることである。実際には、歴史上禅譲と称していても譲られる側が強制して行われていることが多い。
また、天子に限らず、比喩的に地位を平和裏に譲ることを禅譲、無理やり奪うことを簒奪と呼ぶことがある。

## 中国伝説における禅譲
中国の伝説上の聖天子は、血縁関係によらず有徳の人物に帝位を譲ったとされる。例えば、五帝と呼ばれる天子たちは、堯が舜に禅譲し、舜が禹に禅譲した。このような伝説は、儒家が過去を理想化する中で生まれた。実際の権力交代では武力や流血、権謀術策が少なからず伴ったと考えられるが、文献が書かれたその時々の権力への正当性の付与や、儒家の思想の根幹たる「礼」を成立させるためにこのような理想化が行われたと考えられる。
中国史に限らず、太古は王位にさしたる利権がないがゆえに世襲とならず（世襲という概念が存在せず）、有力者が王位を継承していた事情を反映している可能性もある。

## 歴史上の禅譲
歴史上禅譲と呼ばれているものは、実際には簒奪に近いものであり、王朝の正統性を保証する演出として行われ続けた。禅譲後に前帝や一族が殺害されるケースも少なくなく、長く前皇室を庇護し続けた北宋などはむしろ例外に属する。

### 中国
中国史で最初の禅譲は、前漢の最後の皇胤（皇太子）孺子嬰から王莽への譲位で、これを受けて新王朝が開かれた。その後も、王朝交代の度に禅譲が行われた。
- （禅譲した王朝） - （禅譲によって成立した新王朝）
  - 前漢 - 新
  - 後漢 - 魏 - 西晋
  - 東晋 - 宋 (南朝) - 斉 (南朝) - 梁 (南朝) - 陳 (南朝)
  - 東魏 - 北斉
  - 西魏 - 北周 - 隋 - 唐 - 後梁
  - 呉 (十国) - 南唐
  - 後周 - 北宋

ただし、新皇帝の即位が存在しない事例も含めると、中華民国は形式上は清の宣統帝より禅譲を受けた政権であり、これが最後の禅譲と言える。

### 朝鮮
- （禅譲した王朝） - （禅譲によって成立した新王朝）
  - 高麗 - 李氏朝鮮

### ベトナム
- （禅譲した王朝） - （禅譲によって成立した新王朝）
  - 丁朝 - 前黎朝 - 李朝 - 陳朝 - 胡朝
  - 黎朝 - 莫朝

こちらも、新皇帝の即位が存在しない事例も含めた場合、ベトナム民主共和国は形式上は阮朝最後の皇帝バオ・ダイより禅譲を受けた政権であり、これが最後の禅譲と言える。

### 手順
歴史上の禅譲の手順はおおむね下のようにまとめられる。禅譲の手順は、魏の曹操（武帝）・曹丕（文帝）のものが先例となったことから、「魏武輔漢の故事」と称される。
1. 王朝の衰退[注釈 2]。
2. 王朝内部での新たな有力者の登場[注釈 3]。
3. 幼帝など、実権のない皇帝が即位する（有力者が禅譲させるために即位させることが多い）[注釈 4]。
4. 有力者が、公位を与えられる[注釈 5]。
5. 有力者が、王位を与えられる[注釈 6]。
6. 有力者が、九錫を与えられる[注釈 7]。
公・王位と同時や、前後することもある。
7. 各方面から瑞兆が報告されるなど、王朝交代への雰囲気作りがなされる。
8. 現皇帝が、有力者に皇帝となるように要請するが、有力者はこれを固辞する。
固辞することで自らの徳の深さを誇示する演技である。
9. 有力者が、渋々現皇帝から皇帝の位を譲り受ける。
周囲の懇請を容れて仕方なく、という形を演出して自らの徳を示す。
10. 有力者（新皇帝）は王朝名を自らの封国のものに変更し、新しい王朝となったことを宣布する[注釈 8]。
11. 前皇帝は、新皇帝によって領地を与えられ、王侯となる[注釈 9]。

歴史時代において禅譲した前王朝の君主のうち、後漢の献帝は山陽公に封じられ、通常は皇帝のみが用いる「朕」の一人称が許されるなどの待遇を受けて天寿を全うした。次例である魏から西晋への王朝交替でも、前皇帝の曹奐は陳留王に封じられて天寿を全うした。さらに、山陽公も陳留王も、さらなる王朝交替の後までも子孫が代々封じられている。
しかし南北朝時代以降になるとすぐに殺されたり自殺を強制されることが多くなった。禅譲としては魏→晋の例の次となる東晋から南朝宋への王朝交替において、新帝の高祖武帝が、零陵王に封じられた後の先帝司馬徳文を殺害したのが初例となる。その宋も蕭道成に帝位を奪われ、最後の皇帝である順帝は殺される前に、「生まれ変わるなら帝王の家にだけは生まれたくない（願後身世世、勿復生帝王家）」とまで残している。
五代十国の最後の王朝交替である、後周の恭帝から北宋の太祖への禅譲の際は、太祖は恭帝を殺さず、またその一族である柴氏の保護を子孫に厳守させている（石刻遺訓）。これ以降の中華王朝においては、禅譲の形で王朝交替が行われた統一政権は存在しなかった。
なお、過去の王朝の子孫を礼遇する思想は、二王三恪と呼ばれている。「二王」は前王朝及び前々王朝を意味する。「三恪」はさらに3代前の王朝（合わせて5王朝）か、あるいは単に前々王朝の前とされた。